# Can Domènec
Can Domènec – miejscowość w Hiszpanii, w Katalonii, w prowincji Barcelona, w comarce Maresme, w gminie Sant Cebrià de Vallalta.
Według danych INE z 2004 roku miejscowość zamieszkiwało 7 osób.